# John Cartwright (homme politique)
Pour les articles homonymes, voir John Cartwright et Cartwright.
John Cameron Cartwright, né le 29 novembre 1933 à Lincoln en Angleterre et mort le 18 novembre 2024, est un homme politique britannique. Il est député travailliste puis SDP de Woolwich East puis Woolwich, d'octobre 1974 à 1992.

## Jeunesse
Formé à la Woking County Grammar School, il est la star de la Dramatic Society de l'école pour laquelle il a interprété de nombreux drames shakespeariens ou d'Oliver Goldsmith. Un de ces spectacle est vu par l'ambassadeur de Norvège, tellement impressionné qu'il invite toute la troupe à se produire à Oslo et à Bergen.

## Carrière politique
John Cartwright travaille comme secrétaire politique de la Royal Arsenal Co-operative Society (RACS) et est conseiller municipal de Greenwich avant de se présenter au Parlement. Il se présente sans succès à Bexley aux élections générales de 1970 (quand il perd contre Edward Heath) et Bexleyheath aux élections de février 1974 (où il perd contre Cyril Townsend). Aux élections d'octobre 1974, Cartwright est élu député travailliste de Woolwich-Est, remplaçant Christopher Mayhew qui a quitté le parti travailliste pour rejoindre le Parti libéral. Après six ans en tant que simple député de base puis secrétaire parlementaire privé de Shirley Williams, Cartwright lui-même quitte le Parti travailliste en 1981 pour devenir l'un des membres fondateurs du SDP.
Cartwright est whip en chef du SDP à partir de 1983 et président de 1987 jusqu'à l'échec du SDP en 1990. Il est également le principal porte-parole de la défense du SDP / Alliance libérale de 1983 à 1987. Proche allié politique de David Owen, il reste fidèle au SDP d'Owen après la fusion du Parti libéral et d'une majorité du SDP en janvier 1988 pour devenir les démocrates libéraux.
À la suite de l'effondrement du SDP en 1990, Cartwright se présente pour la réélection en tant que «social-démocrate indépendant» — quoique approuvé par les libéraux-démocrates — mais perd par 2200 voix.
Après avoir ainsi quitté la politique active, il occupe le poste de vice-président de la Police Complaints Authority avant de se retirer dans le Kent.